# Bandiera di Terranova e Labrador
La bandiera di Terranova e Labrador è stata adottata il 28 maggio 1980 ed è stata disegnata dall'artista di Terranova Christopher Pratt.
La bandiera con sfondo bianco ha nella parte sinistra quattro triangoli blu e nella destra due triangoli bianchi con bordo rosso e una freccia dorata con bordo rosso.
Nella parte sinistra i quattro triangoli blu ricordano la Union Flag e rappresenta il retaggio britannico della provincia.
I due triangoli rappresentano le due aree della provincia, l'isola e la parte continentale. La freccia dorata simboleggia un brillante futuro; quando la bandiera è posta verticalmente la freccia diventa una spada, in onore del sacrificio dei militari di Terranova e Labrador. Inoltre i due triangoli con la freccia formano un tridente e simboleggia la dipendenza della provincia dalla pesca e dalle risorse del mare.
Il colore blu rappresenta il mare, il bianco la neve e il ghiaccio dell'inverno, il rosso lo sforzo e la lotta degli abitanti della provincia, il colore oro rappresenta la fiducia in sé stessi e nel futuro.
Le due parti della provincia hanno una propria bandiera.

## Terranova

Bandiera di Terranova

La Bandiera di Terranova è un tricolore verde, bianco e rosa a bande verticali.
Creata nel 1843, è la seconda bandiera più antica del Commonwealth dopo la Union Flag. Sebbene appaia molto simile alla bandiera irlandese, la bandiera di Terranova ha preceduto quella irlandese di cinque anni ed è la bandiera più antica del mondo ad utilizzare il colore rosa.

## Labrador

Bandiera del Labrador

La bandiera del Labrador, creata nel 1974, è bianca, verde e azzurra a bande orizzontali con la fascia centrale verde larga la metà delle altre due. Nella parte bianca a sinistra è rappresentato un ramoscello verde.